# Juan José Saer
Juan José Saer (28. června 1937, Serodino, Santa Fe – 11. června 2005, Paříž) byl argentinský spisovatel.

## Biografie
Je synem syrských přistěhovalců. Vystudoval na univerzitě filmovou vědu, filozofii a estetiku. Za knihu La Ocasion mu byla roku 1987 udělena španělská literární cena Premio Nadal.

### České překlady ze španělštiny
- Místo (orig. 'El lugar'). 1. vyd. Praha: Runa, 244 S. 2016. Překlad: Jan Machej
- Oblaka (orig. 'Las nubes'). 1. vyd. Praha: Runa, 2015. 181 S. Překlad: Jan Machej
- Pátrání[4] (orig. 'La pesquisa'). 1. vyd. V Praze: Runa, 2014. 145 S. Překlad: Jan Machej
- Pastorek (orig. 'El entenado'). 1. vyd. Praha: Runa, 2012. 193 S. Překlad: Jan Machej